# Oranje-Nassau Kazerne

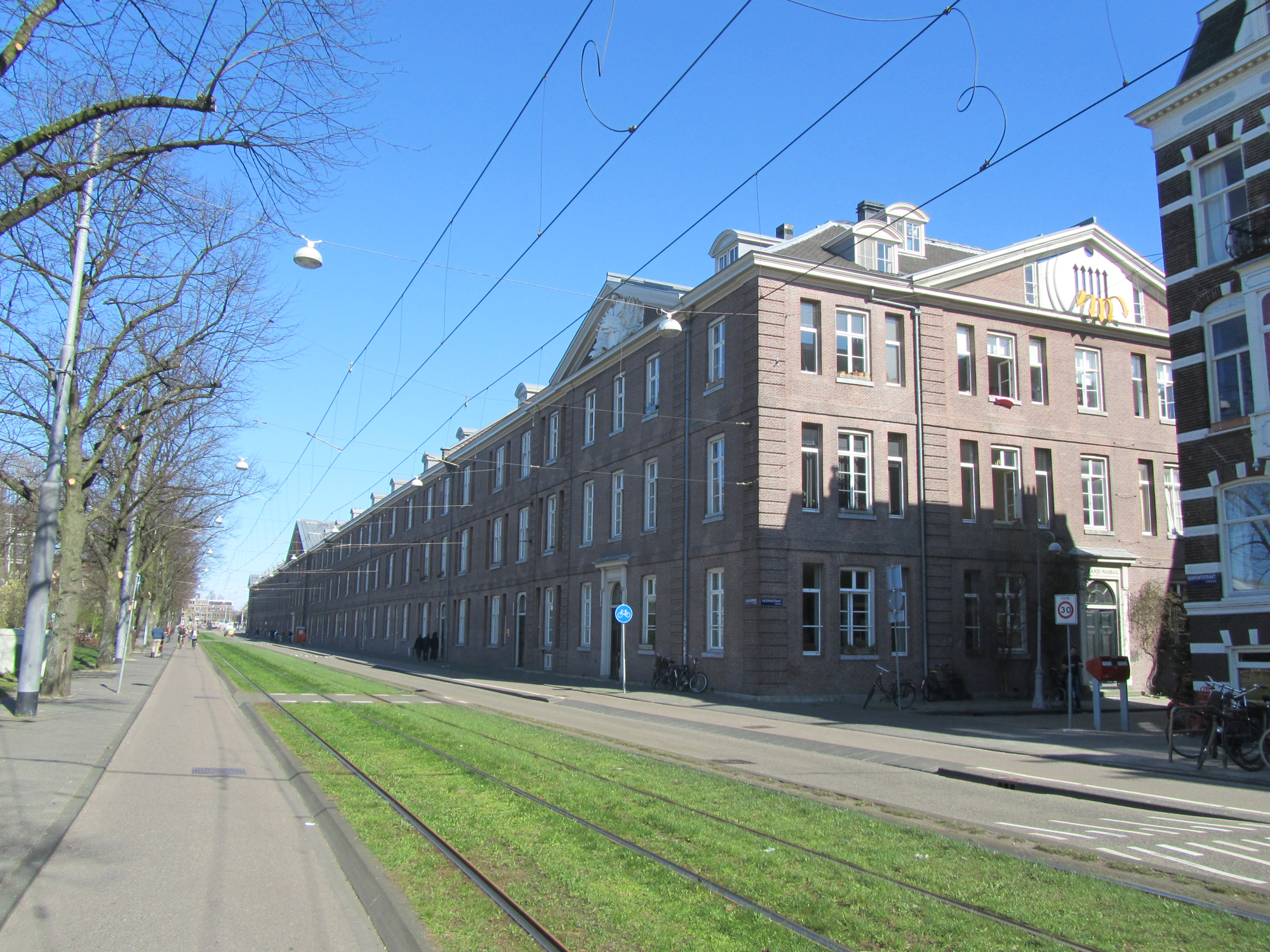
Oranje-Nassau Kazerne, noord- en westgevel. Op de voorgrond de Sarphatistraat met trambaan.

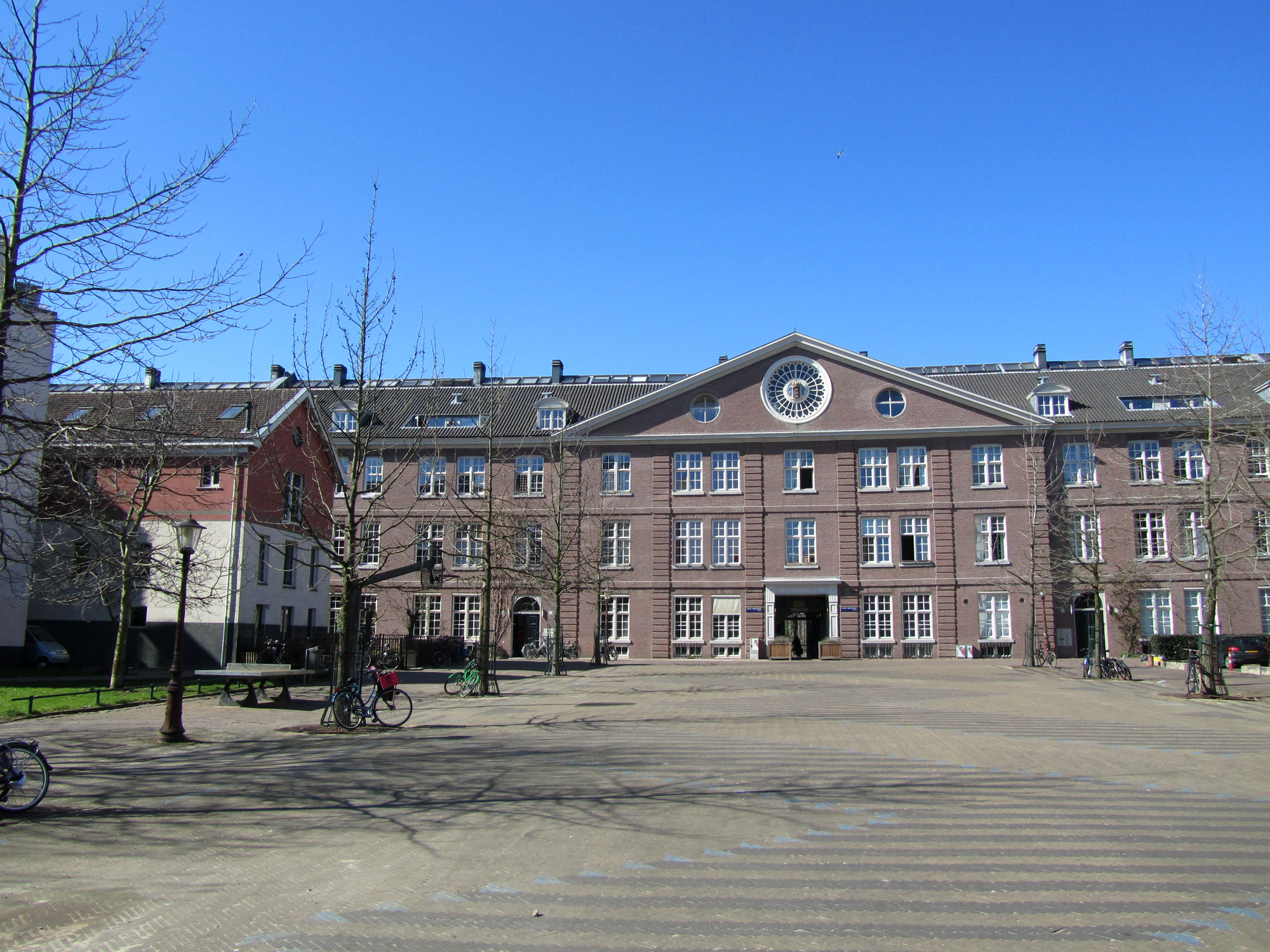
Oranje-Nassau Kazerne, zuidgevel met onderdoorgang.

De Oranje-Nassau Kazerne is een voormalige kazerne aan de Sarphatistraat in het centrum van Amsterdam, langs de Singelgracht, tegenover Artis. Het vroeg-19e-eeuwse gebouw in classicistische stijl werd gebouwd in opdracht van Napoleon. Het gebouw is sinds 1970 aangewezen als rijksmonument. De kazerne werd in 1990 verbouwd tot appartementen- en bedrijfscomplex.

## Beschrijving
Het gebouw heeft een aaneengesloten gevelwand van 278 meter lengte. Het is 16 meter diep en heeft 50 centimeter dikke muren. Er werden 3300 heipalen voor gebruikt. Halverwege de gevel is een groot fronton met het wapenschild van het Huis Oranje-Nassau. Bij de verbouwing in 1990 is het gebouw opgedeeld in kantoren op de begane grond en woningen op de verdiepingen. De woningen liggen zowel aan de Sarphatistraat als aan de Kazernestraat, de Louise Wentstraat en het Ir. Jakoba Mulderplein. Er werd toen ook een onderdoorgang aangebracht, in het midden.
Van de overige militaire gebouwen die na 1813 op het kazerneterrein werden gebouwd, zijn alleen het keukengebouw en bureelgebouw nog overgebleven.

## Geschiedenis

### Kazerne
De Oranje-Nassau Kazerne is het grootste gebouw van een reeks militaire opslagplaatsen en andere gebouwen langs de Singelgracht, aan weerszijden van de Muiderpoort, die in de loop van de 19e eeuw zijn aangelegd tegen de toenmalige stadswal aan de oostkant van de stad. Deze gebouwen waren een onderdeel van de Hollandse Waterlinie om Amsterdam tegen buitenlandse invallers te beschermen. De kazerne werd in 1810-1813 aangelegd tussen twee 17e-eeuwse bolwerken, Outewaal en Oosterbeer, voor de huisvesting van het garnizoen infanteristen en troepen ter verdediging van de vestingwerken rond de stad. Door de bouw van de kazerne ving de molen De Gooyer op het bolwerk Oosterbeer te weinig wind en werd in 1814 verplaatst naar de nabijgelegen Funenkade.
De kazerne werd gebouwd tijdens de napoleontische tijd, nadat Nederland ingelijfd was door Napoleons keizerrijk. Keizer Napoleon gaf bevel tot de bouw van een groots gebouw, met ruimte voor 2400 garnizoenstroepen, dat de grandeur van zijn keizerrijk kon uitstralen. In 1810 legde maarschalk Oudinot de eerste steen voor de kazerne, die Quartier Saint-Charles genoemd werd. Tegelijk met de eerste steen werden een proces-verbaal en enkele munten ingemetseld. Het ontwerp van stadsbouwmeester Abraham van der Hart en de Franse genieofficier Picot de Moras was gebaseerd op het Franse Vaubanse kazernetype, een variant zonder gangen, waarbij de manschapszalen alleen via middendeuren en aparte trappenhuizen te bereiken zijn. De stad moest zelf de kosten voor het gebouw dragen. De kosten bedroegen 58.000 gulden voor grondaankoop en schadevergoeding aan twee molenaars en 701.888 gulden voor de bouw zelf, een enorm bedrag in die tijd. Iedere burger moest 5% van de huurwaarde van zijn woning bijdragen. Degenen die geen bijdrage leverden, kregen Franse soldaten ingekwartierd.
In 1813 stond de kazerne klaar, maar niet lang daarna trokken de Fransen zich terug uit Nederland. Het gebouw kreeg de nieuwe naam Oranje-Nassau Kazerne, naar het Huis Oranje-Nassau dat in 1814 het koningshuis van Nederland werd. Het wapenschild van Napoleon op het centrale fronton werd vervangen door het wapenschild van de Oranjes. Op de frontons aan de zijgevels werd de Franse adelaar vervangen door de Nederlandse leeuw.
Het gebouw werd gebruikt voor huisvesting van het 7e regiment infanterie, maar bleek erg vochtig en tochtig en werd rond 1830 afgekeurd voor huisvesting. Vanaf 1839 tot augustus 1840 werd het gebruikt als tijdelijk dierenverblijf voor de naastgelegen dierentuin Artis die destijds net was opgericht en van de gemeente Amsterdam nog geen toestemming had voor de bouw van geschikte verblijven voor olifanten, tijgers en leeuwen. Rond 1860 werd het gebouw door de gemeente aan het rijk overgedaan, dat het gebruikte als opslagruimte voor artillerie en militaire voertuigen en, vanaf 1892, als onderkomen voor de duiven van de Militaire Postduivendienst (later Rijkspostduivenstation). Tijdens de 20e eeuw deed het gebouw weer dienst als kazerne voor infanterietroepen. Ook werden jongeren hier gekeurd voor militaire dienst. In de Tweede Wereldoorlog verbleven Duitse militairen in het gebouw, onder meer voor een parachutistenopleiding in 1942.

### Woon- en bedrijfsgebouw
Nadat de laatste troepen in 1987 het gebouw verlieten, lagen er plannen om de kazerne te slopen, ondanks de status als rijksmonument die het gebouw in 1970 verkreeg. Het gebouw was deels weggezakt en funderingsherstel zou naar schatting 5 miljoen gulden kosten. Na protesten van buurtbewoners en Monumentenzorg kwam er een plan voor de restauratie en verbouw van het gebouw tot woon- en bedrijfsruimte. In 1989 werd het gebouw door het rijk weer aan de stad overgedragen en werden zo'n 150 sociale huurwoningen in de kazerne gerealiseerd door de architecten Joop van Stigt en André van Stigt. Om voldoende licht in de woningen te krijgen, werden extra ramen aangebracht. Ook werd 3000 m² bedrijfsruimte gerealiseerd op de begane grond en in de kelders. In 1990 werden de eerste woningen opgeleverd. Wendela Gevers Deynoot maakte voor deze herbestemming het beeld Timpaan aan de westelijke gevel. 
Op het voormalige exercitieterrein werden aan de Singelgracht zes woontorens gebouwd, ontworpen in de zomer van 1988 door architecten uit zes landen onder leiding van Atelier PRO.

## Afbeeldingen

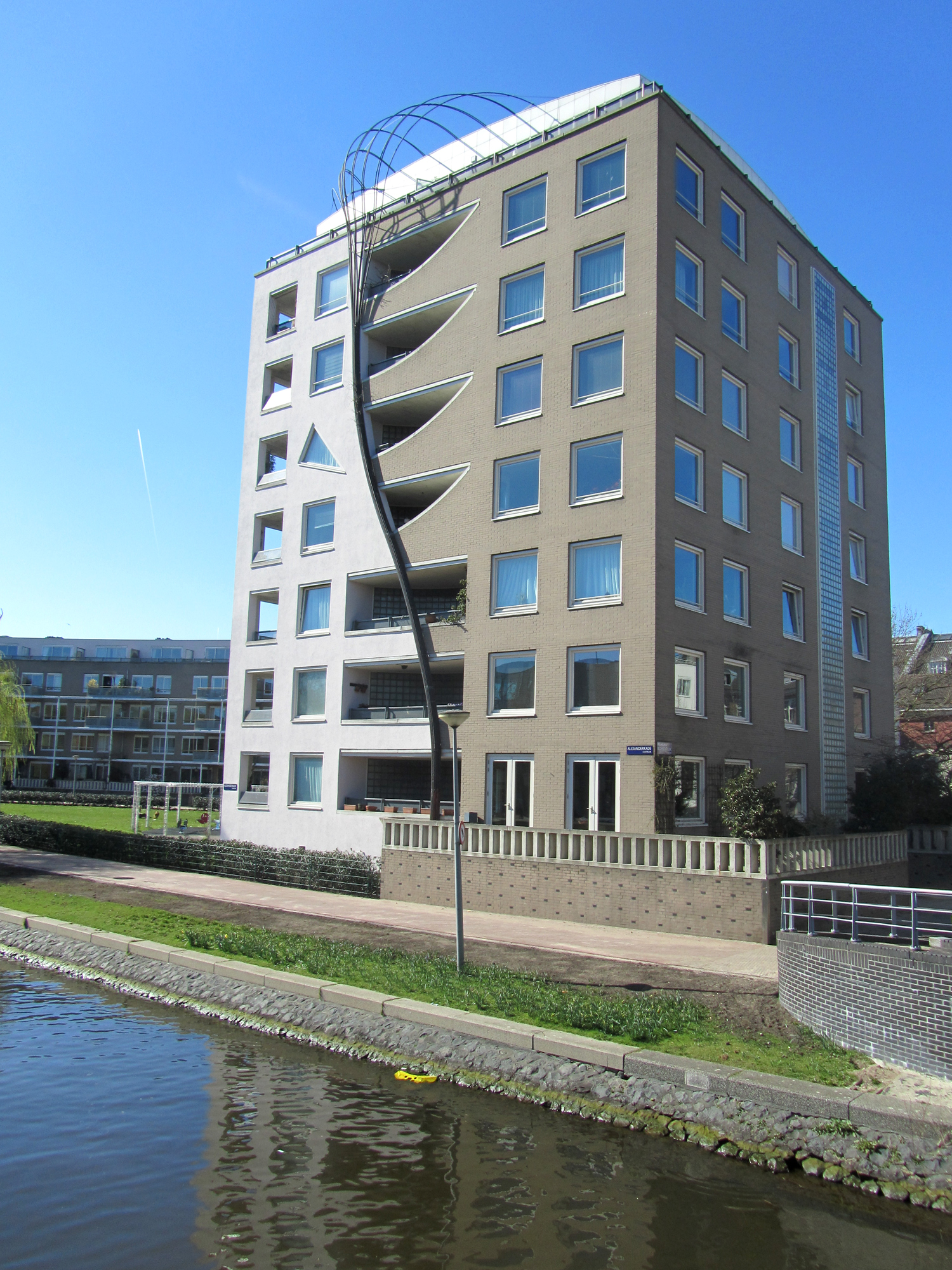
Oranje-Nassau Kazerne. Toren 1, nieuwbouw op het voormalige kazerneterrein.
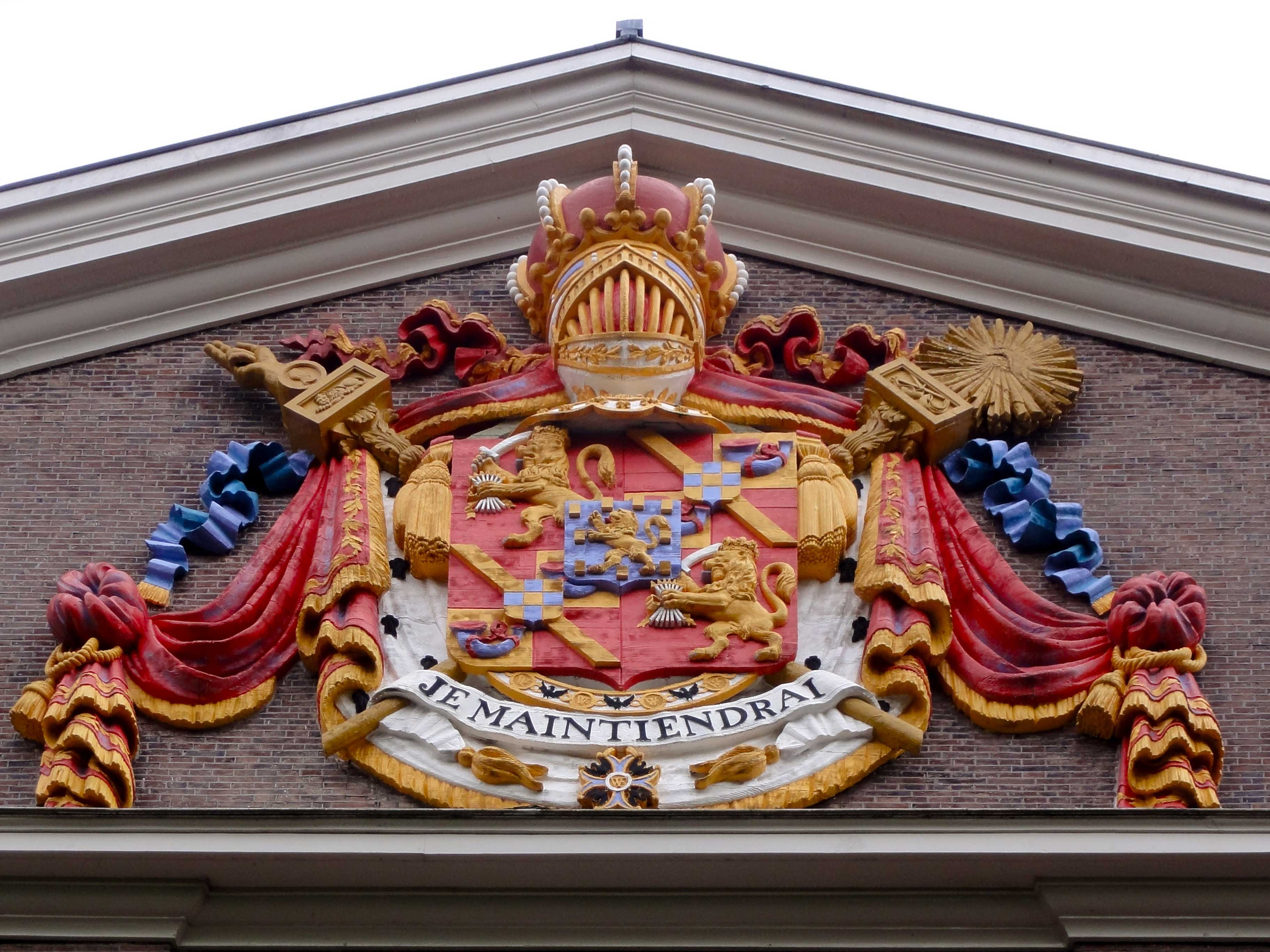
Wapenreliëf in de geveltop van de voormalige Oranje-Nassau Kazerne; 2012.
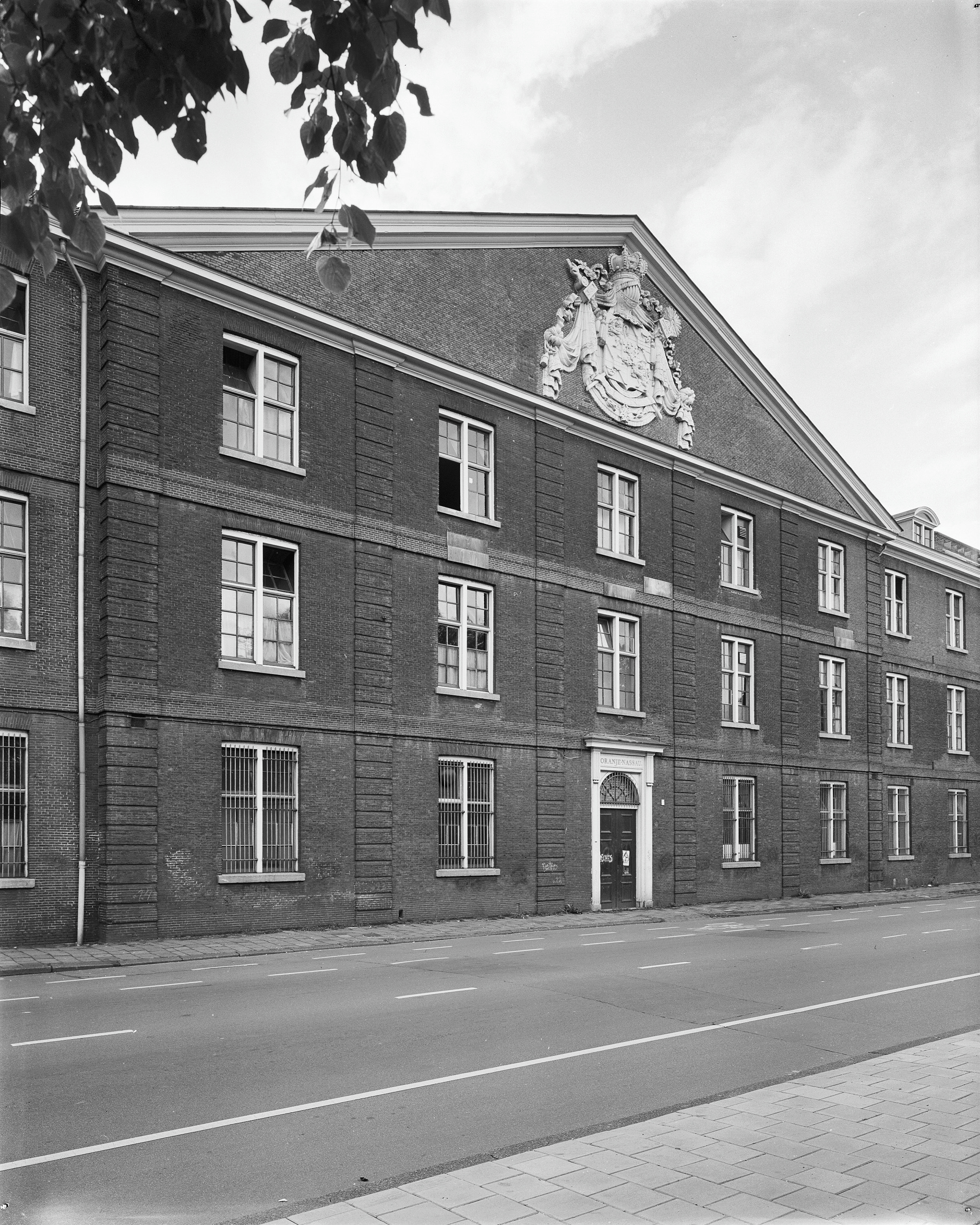
Oranje-Nassau Kazerne, noordgevel met wapenreliëf.
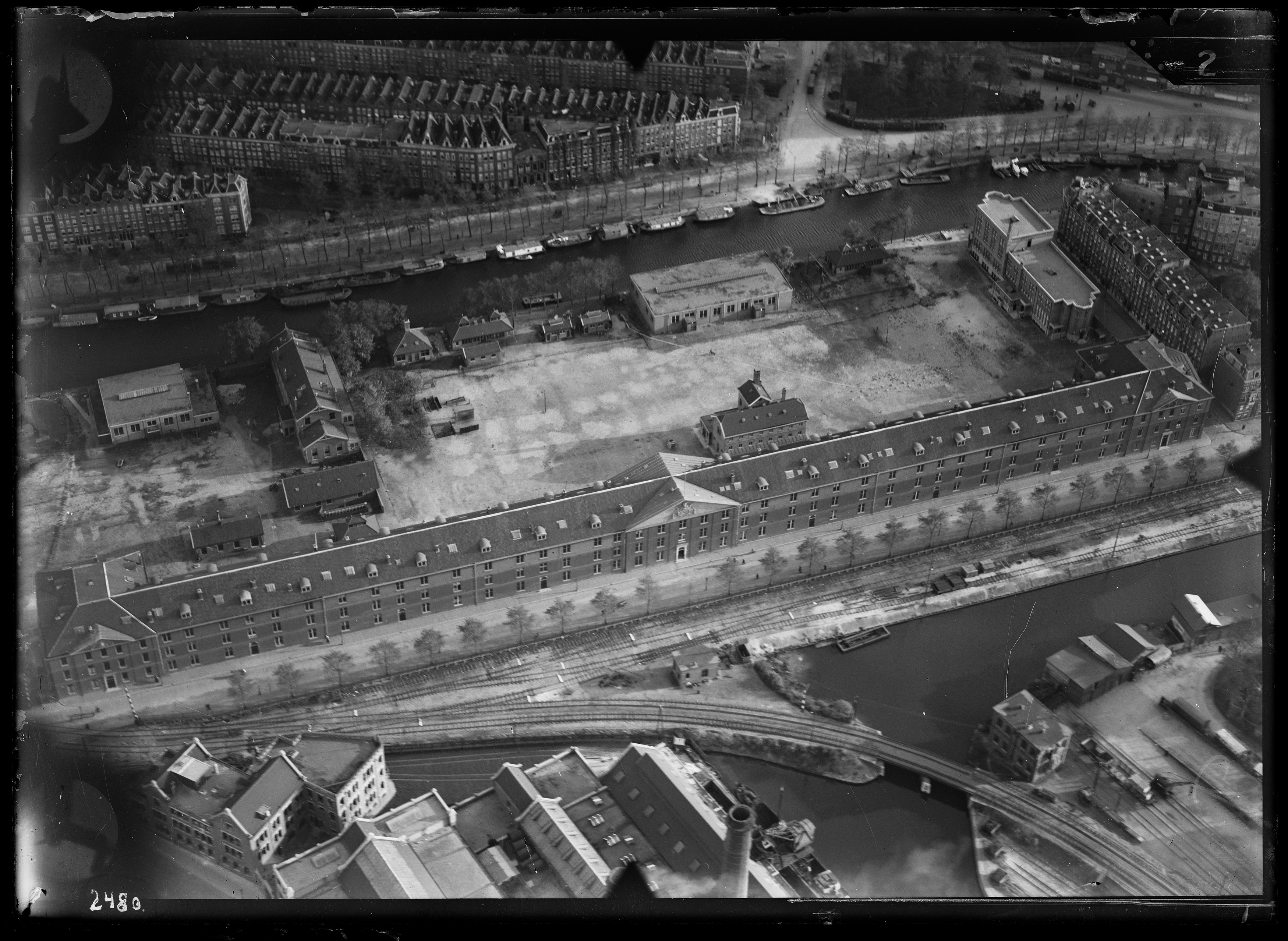
Luchtfoto van de Sarphatistraat in zuidelijke richting, ca. 1930. Op de voorgrond de Sarphatistraat met de Oranje-Nassau Kazerne, ervoor de Plantage Muidergracht, erachter de Singelgracht en de Mauritskade. Luchtvaartafdeeling, 1920-1940.
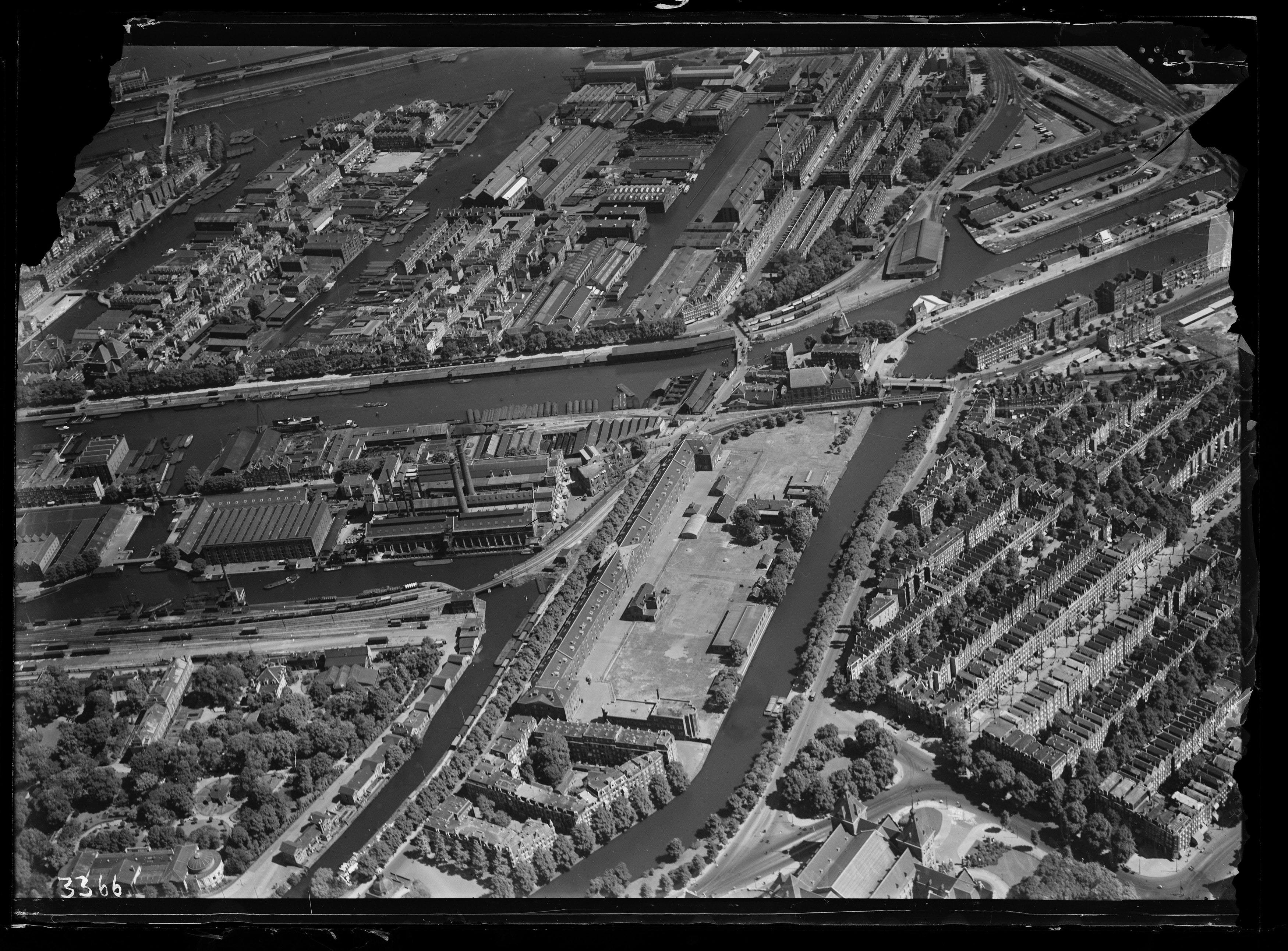
Luchtfoto van de Sarphatistraat in oostelijke richting, ca. 1930. Op de voorgrond de Oranje-Nassau Kazerne, links ervan de Sarphatistraat, rechts ervan de Plantage Muidergracht en de Mauritskade. Luchtvaartafdeeling, 1920-1940.

1. 1 2  Oranje Nassau Kazerne Amsterdam
2. ↑  Monumentnummer: 5140 - Oranje-Nassau Kazerne Sarphatistraat 600 1018 AV te Amsterdam, Monumentenregister
3. 1 2 3 4 5  Geschiedenis, Oranje Nassau Kazerne
4. 1 2 3 4 5  Oranje-Nassau Kazerne, Buro van Stigt
5. 1 2 3  Oranje-Nassau Kazerne, Stelling van Amsterdam
6. ↑  De 26 Amsterdamse bolwerken met hun molens, Gemeente Amsterdam, stadsdeel Centrum
7. ↑  De kazerne, languagelab.nl
8. ↑  Olifanten in de historie van ARTIS, Artis
9. ↑  Rijkspostduivenstation, Stelling van Amsterdam: Een stadsmuur van water
10. ↑  Aad Jongbloed, Standort Holland. Duitse soldaten over hun oorlogstijd in Nederland (Walburg Pers. Zutphen, 1995), p.66